# Corporación Deportiva Once Caldas
La Corporación Deportiva Once Caldas è una società calcistica colombiana di Manizales, nel Dipartimento di Caldas. Milita nella massima divisione colombiana e disputa le partite casalinghe nello Stadio Palogrande di Manizales.
Nel 1959 l'Once Deportivo e il Deportes Caldas si fusero, dando vita alla Corporación Deportiva Once Caldas. Ha conseguito il suo risultato più importante vincendo l'edizione 2004 della Coppa Libertadores, grazie anche alle prestazioni di Juan Carlos Henao, Jhon Viáfara e Arnulfo Valentierra.

## Storia
Nel 1959 il Deportes Caldas si fuse con l'Once Deportivo e originò la Corporación Deportiva Once Caldas, nota semplicemente come Once Caldas; nel 1961 il nuovo club debuttò nel campionato nazionale, ottenendo un settimo posto.
Nel 1998 l'Once Caldas si classificò seconda nel campionato colombiano. Giunta in finale, fu sconfitta dal Deportivo Cali, che vinse grazie al successo per 4-0 in casa nella gara di andata e al pareggio a reti bianche nella partita di ritorno a Manizales. In quell'anno l'Once Caldas fece la sua prima partecipazione in un torneo internazionale, la Coppa CONMEBOL, dove fu eliminato al primo turno dai brasiliani del Santos (andata: Santos-Once Caldas 2-1, ritorno: Once Caldas-Santos 2-1 e 3-4 dopo i calci di rigore).
Nell'edizione 1999 il club partecipò alla Coppa Libertadores per la prima volta nella sua storia. Inserita nel medesimo gruppo di Deportivo Cali e degli argentini del Vélez Sársfield e del River Plate, terminò il suo cammino nella fase a gironi all'ultimo posto del proprio raggruppamento, ma a soli due punti dalla prima in classifica, il Vélez Sársfield.
Nel 2002 giocò ancora nella Coppa Libertadores. Nel girone dell'Once Caldas c'erano i paraguaiani dell'Olimpia Asunción, i cileni dell'Universidad Católica e i brasiliani del Flamengo. La squadra, giunta terza davanti al Flamengo, fu eliminata.
Nel 2003 vinse il campionato nazionale di Apertura superando in finale l'Atlético Junior. A Barranquilla il match finì 0-0 e nella sfida di ritorno l'Once Caldas ebbe la meglio in casa con il punteggio di 1-0.
Nel 2004 la squadra, allenata da Luis Fernando Montoya, vinse per la prima volta la Coppa Libertadores. In quell'edizione i colombiani sconfissero in finale il Boca Juniors dopo i calci di rigore. A dicembre dello stesso anno affrontò i portoghesi del Porto, campioni d'Europa 2004, nella sfida valida per l'assegnazione della Coppa Intercontinentale giocata a Yokohama, in Giappone. Al pareggio a reti inviolate dopo i tempi supplementari fecero seguito i rigori, dove la squadra portoghese vinse per 8-7.
Nell'edizione 2005 della Libertadores l'Once Caldas fu sorteggiato nel gruppo comprendente Chivas de Guadalajara (Messico), Cobreloa (Cile) e San Lorenzo (Argentina). La formazione di Manizales si piazzò seconda, a due punti di distacco dai Chivas. Nella seconda fase del torneo fu eliminata dai Tigres, squadra messicana. Sempre nel 2005 il club prese parte alla partita che assegnava la Recopa Sudamericana. Nell'incontro di andata contro il Boca Juniors perse per 3-1 in trasferta. Nella partita di ritorno, a Manizales, l'Once Caldas vinse per 2-1, ma la Recopa se la aggiudicò il Boca Juniors in virtù del 4-3 complessivo.
Nel 2009 il club ha conquistato il suo terzo titolo nazionale vincendo il torneo Apertura della Copa Mustang; nella finale ha battuto l'Atletico Junior con il punteggio complessivo di 5-2, frutto della vittoria casalinga per 2-1 e del successo per 3-1 nella trasferta di Barranquilla.

## Stadio
L'Once Caldas gioca le sue partite casalinghe all'Estadio Palogrande, situato a Manizales. Lo stadio venne inaugurato nel 1936, e raggiunse la sua massima capacità, quella attuale di 42.000 spettatori, nel 1994.

## Denominazioni
Nel corso della sua storia l'Once Caldas ha cambiato più volte denominazione, a seconda dello sponsor. Di seguito è riportata la lista delle denominazioni assunte dalla squadra nel corso degli anni:
- 1959-1970: Once Caldas
- 1971-1978: Cristal Caldas
- 1979-1982: Varta Caldas
- 1983-1990: Cristal Caldas
- 1991-1993: Once Philips
- 1993: Once Philips Colombiana
- 1994-oggi: Once Caldas

## Palmarès

### Competizioni nazionali
- Campionato colombiano: 4

1950, 2003-I, 2009-I, 2010-II

### Competizioni internazionali
- Coppa Libertadores: 1

2004

### Altri piazzamenti
- Campionato colombiano:

Secondo posto: 1998, 2011-II
Terzo posto: Apertura 1970, Finalización 1978, Apertura 1979, Apertura 1980
- Copa Colombia:

Finalista: 2008, 2018
Semifinalista: 2015
- Recopa Sudamericana:

Finalista: 2005
- Coppa Intercontinentale:

Finalista: 2004

## Rosa 2015
| N. |                      | Ruolo | Calciatore             |
| -- | -------------------- | ----- | ---------------------- |
| 1  | Colombia (bandiera)  | P     | Juan Carlos Henao      |
| 2  | Colombia (bandiera)  | D     | Michael Ordóñez        |
| 3  | Colombia (bandiera)  | D     | José Luís Moreno       |
| 4  | Colombia (bandiera)  | A     | Yuber Asprilla         |
| 5  | Colombia (bandiera)  | D     | Camilo Ceballos        |
| 6  | Argentina (bandiera) | C     | Leandro Díaz           |
| 7  | Colombia (bandiera)  | A     | Cristian Fernándes     |
| 8  | Colombia (bandiera)  | C     | Hárrison Henao         |
| 9  | Colombia (bandiera)  | A     | Sergio Romero          |
| 10 | Colombia (bandiera)  | C     | Jonathan Álvarez       |
| 11 | Argentina (bandiera) | A     | Sebastián Penco        |
| 12 | Colombia (bandiera)  | P     | José Fernando Cuadrado |
| 13 | Colombia (bandiera)  | C     | Franklin Lucena        |
| 14 | Argentina (bandiera) | D     | Hernàn Menosse         |
| 15 | Colombia (bandiera)  | D     | Luis Murillo           |

| N. |                      | Ruolo | Calciatore        |
| -- | -------------------- | ----- | ----------------- |
| 16 | Colombia (bandiera)  | C     | Johan Arango      |
| 17 | Colombia (bandiera)  | A     | Michael Balanta   |
| 18 | Colombia (bandiera)  | C     | Jaime Sierra      |
| 19 | Colombia (bandiera)  | A     | César Arias       |
| 20 | Colombia (bandiera)  | D     | Marlon Piedrahita |
| 21 | Colombia (bandiera)  | C     | John Valoy        |
| 22 | Colombia (bandiera)  | D     | César Quintero    |
| 23 | Argentina (bandiera) | C     | Patricio Pérez    |
| 24 | Colombia (bandiera)  | A     | Raúl Peñaranda    |
| 25 | Colombia (bandiera)  | P     | Sergio Román      |
| 26 | Colombia (bandiera)  | C     | José Leudo        |
| 27 | Colombia (bandiera)  | C     | Jonathan Lopera   |
| 28 | Colombia (bandiera)  | A     | Jhonathan Caicedo |
| 29 | Colombia (bandiera)  | D     | Fausto Obeso      |
| 30 | Colombia (bandiera)  | C     | Gustavo Culma     |

## Rosa 2013
| N. |                      | Ruolo | Calciatore          |
| -- | -------------------- | ----- | ------------------- |
| 1  | Colombia (bandiera)  | P     | Juan Carlos Henao   |
| 2  | Colombia (bandiera)  | D     | David Álvarez       |
| 3  | Colombia (bandiera)  | D     | Diego Ordóñez       |
| 4  | Colombia (bandiera)  | D     | Jamell Ramos        |
| 5  | Colombia (bandiera)  | D     | Camilo Ceballos     |
| 6  | Argentina (bandiera) | C     | Leandro Díaz        |
| 7  | Colombia (bandiera)  | A     | Edwards Jiménez     |
| 8  | Colombia (bandiera)  | C     | Hárrison Henao      |
| 10 | Argentina (bandiera) | C     | Patricio Pérez      |
| 11 | Colombia (bandiera)  | A     | José Izquierdo      |
| 12 | Colombia (bandiera)  | P     | José Cuadrado       |
| 14 | Argentina (bandiera) | D     | Martín Bonjour      |
| 15 | Colombia (bandiera)  | D     | Luis Miguel Vergara |

| N. |                      | Ruolo | Calciatore                   |
| -- | -------------------- | ----- | ---------------------------- |
| 17 | Colombia (bandiera)  | C     | Omar Rodríguez               |
| 19 | Colombia (bandiera)  | C     | Mario Alejandro González     |
| 22 | Colombia (bandiera)  | D     | Sebastián Puerta             |
| 23 | Colombia (bandiera)  | A     | Cesar Arias                  |
| 26 | Colombia (bandiera)  | D     | Harold Gómez                 |
| 27 | Colombia (bandiera)  | D     | Jonathan Lopera              |
| 28 | Colombia (bandiera)  | D     | Mauricio Casierra            |
| 29 | Colombia (bandiera)  | D     | Luis Carlos Murillo          |
| 31 | Colombia (bandiera)  | C     | Carlos Giraldo               |
| 32 | Colombia (bandiera)  | D     | Edy Rentería                 |
| —  | Colombia (bandiera)  | P     | Sergio Felipe Román Palacios |
| —  | Argentina (bandiera) | C     | Martín Minadevino            |
|    | Colombia (bandiera)  | D     | Hanyer Mosquera              |

## Organico 2011-2012

### Rosa
| N. |                     | Ruolo | Calciatore          |
| -- | ------------------- | ----- | ------------------- |
| 1  | Colombia (bandiera) | P     | Juan Carlos Henao   |
| 2  | Colombia (bandiera) | D     | Felix Micolta       |
| 3  | Colombia (bandiera) | D     | Alexis Henríquez    |
| 4  | Colombia (bandiera) | D     | Elkin Calle         |
| 5  | Colombia (bandiera) | D     | Diego Amaya         |
| 6  | Colombia (bandiera) | C     | Hárrison Henao      |
| 7  | Colombia (bandiera) | A     | Carlos Carbonero    |
| 8  | Colombia (bandiera) | C     | Arnulfo Valentierra |
| 11 | Uruguay (bandiera)  | C     | Matías Mirabaje     |
| 12 | Colombia (bandiera) | P     | Jorge Andrés Lenis  |
| 13 | Colombia (bandiera) | C     | Alexánder Mejía     |

| N. |                     | Ruolo | Calciatore            |
| -- | ------------------- | ----- | --------------------- |
| 14 | Colombia (bandiera) | C     | Diego Arango          |
| 16 | Colombia (bandiera) | D     | Luis Alberto Núñez    |
| 18 | Colombia (bandiera) | C     | Yesinguer Jiménez     |
| 19 | Colombia (bandiera) | D     | Carlos Andres Ramirez |
| 20 | Colombia (bandiera) | C     | Mario Gonzalez Castro |
| 21 | Colombia (bandiera) | A     | Wilson Mena           |
| 22 | Colombia (bandiera) | D     | Jéfferson Cuero       |
| 26 | Colombia (bandiera) | A     | Johan Marin Giraldo   |
| 28 | Colombia (bandiera) | D     | Mauricio Casierra     |
| 55 | Colombia (bandiera) | P     | Luis Enrique Martínez |

## Giocatori
Giocatori vincitori della Copa Libertadores nel 2004:
- Jorge Agudelo
- Herly Alcázar
- Diego Arango
- Javier Araújo
- Edgar Cataño
- John García
- Juan Carlos Henao

- Wilmer Ortegón
- Miguel Rojas
- Elkin Soto
- Arnulfo Valentierra
- Samuel Vanegas
- Rubén Darío Velázquez
- Jhon Viáfara